# Marina Poepina
Marina Poepina (Russisch: Марина Пупина) (15 mei 1977) is een Kazachs langebaanschaatsster.
In 2002 nam zij deel aan de Olympische winterspelen op de 1500m en 3000m.

## Records

### Persoonlijke records[4]
| Afstand    | Tijd    | Datum            | Baan           |
| ---------- | ------- | ---------------- | -------------- |
| 500 meter  | 42,20   | 3 februari 2002  | Salt Lake City |
| 1000 meter | 1.24,29 | 13 januari 2002  | Heerenveen     |
| 1500 meter | 2.04,61 | 28 januari 2002  | Calgary        |
| 3000 meter | 4.20,04 | 10 februari 2002 | Salt Lake City |
| 5000 meter | 7.48,95 | 25 november 2000 | Heerenveen     |